# Romanschulzia schistacea
Romanschulzia schistacea är en korsblommig växtart som beskrevs av Reed Clark Rollins. Romanschulzia schistacea ingår i släktet Romanschulzia och familjen korsblommiga växter. Inga underarter finns listade i Catalogue of Life.